# Studsvik
Studsvik – miejscowość w Szwecji położona nad Bałtykiem 85 km na południe od Sztokholmu i 30 km od Nyköping.
W 1955 r. rozpoczęto tu budowę szwedzkiego ośrodka badań atomowych należącego do AB Atomenergi. Już w 1982 r. w Studsvik znajdowały się dwa reaktory jądrowe o mocy 1 MW(t) i 10 MW(t), cztery reaktory mocy zerowej, akcelerator van de Graffa, laboratorium gorące, specjalne urządzenia do badań reaktorowych ZEBRA i pracowało tam ok. 1200 osób. Oprócz badań produkuje się tam izotopy promieniotwórcze.